# Kaga, Okayama
Kaga (加賀郡 Kaga-gun) là huyện thuộc tỉnh Okayama, Nhật Bản. Tính đến ngày 1 tháng 10 năm 2020 dân số của huyện là 10.886 người và mật độ dân số là 40 người/km2. Tổng diện tích của huyện là 268.8 km2.